# 4e régiment d’infanterie
Das 4e régiment d’infanterie war ein Infanterieregiment, aufgestellt 1776 als Régiment de Blaisois im Königreich Frankreich und im Dienst während des Ancien Régime und danach mit einigen Unterbrechungen bis zur Auflösung 1961.
Vor der Einführung der Nummerierung der Regimenter am 1. Januar 1791 führte es in der königlich französischen Armee zuletzt den Namen Régiment de Provence. 

## Aufstellung und signifikante Änderungen
- 1776: Aufstellung des Régiment de Blaisois aus dem 1. und 3. Bataillon des Régiment de Piémont
- 1785: Umbenennung in Régiment de Provence
- 1791: Umbenennung in 4e régiment d’infanterie de ligne
- 1794: Von der Ersten Heeresreform war das Regiment nicht betroffen, das 1. Bataillon blieb unverändert, das 2. Bataillon war in die Karibik geschickt worden.
- 1803: Umbenennung der 4e demi-brigade de deuxième formation[1] in 4e régiment d’infanterie de ligne
- 1814: Während der Ersten Restauration erfolgte die Umbenennung in Régiment de Monsieur.
- 1815: Während der Herrschaft der Hundert Tage erhielt es die Bezeichnung 4e régiment d’infanterie de ligne zurück.
- 16. Juli 1815: Die Napoleonische Armee wurde komplett aufgelöst.
- 11. August 1815: Aus den Resten des Regiments wurden die 9e légion de l’Aube und die 76e légion des Deux-Sèvres aufgestellt. Wegen des geringen Personalbestandes wurden die beiden Einheiten zur 4e légion de l’Aube et des Deux-Sèvres zusammengelegt.
- 23. Oktober 1820: Die 4e légion de l’Aube et des Deux-Sèvres wurde in 4e régiment d’infanterie de ligne umbenannt.
- 1854: letztmalige Umbenennung in 4e régiment d’infanterie
- 1914: Bei der Mobilmachung wurde das „204e régiment d’infanterie“ als Reserveregiment aufgestellt.
- 1928: Auflösung
- 1939: Wiederaufstellung
- 1961: Auflösung

Nach der Aufstellung aus den beiden Bataillonen des Régiment de Piémont wurde der Einheit der Name Régiment de Blaisois zugeteilt, und es wurde zunächst mit der Nummer 8 in die Rangliste der Infanterieregimenter eingereiht. In Anlehnung an das Régiment Piémont trug es eine Uniform mit roten Kragen und weißen Knöpfen.

## Mestres de camp/Colonels
Mestre de camp war von 1569 bis 1661 und von 1730 bis 1780 die Rangbezeichnung für den Regimentsinhaber und/oder für den mit der Führung des Regiments beauftragten Offizier. Die Bezeichnung „Colonel“ wurde von 1721 bis 1730, von 1791 bis 1793 und ab 1803 geführt. 
Nach 1791 gab es keine Regimentsinhaber mehr.
Sollte es sich bei dem Mestre de camp/Colonel um eine Person des Hochadels handeln, die an der Führung des Regiments kein Interesse hatte (wie z. B. der König oder die Königin), so wurde das Kommando dem „Mestre de camp lieutenant“ (oder „Mestre de camp en second“) respektive dem „Colonel-lieutenant“ oder „Colonel en second“ überlassen. 
| I. | II. | III. |
| --- | --- | --- |
| - 18. April 1776: Mestre de camp Marie-Jérôme Éon de Harlay, comte de Cœli - 13. April 1780: Mestre de camp Edouard, comte Dillon - 21. Oktober 1791: Colonel Charles-Guillaume Vial d’Alais - 23. März 1792: Colonel François-Hubert de Thiballier (…) - 1804: Colonel Joseph Bonaparte - 1806: Colonel Louis-Léger Boyeldieu, verwundet am 10. Juni 1807 und am 6. Juli 1809. - 1811: Colonel Bucquet - 1812: Colonel Charles-Baptiste-Bertrand Massy, gefallen am 7. September 1812. | - 1812: Colonel Raymond-Aimery-Philippe-Joseph De Fezensac - 1813: Colonel Jean-Baptiste Martial Materre, verwundet am 16. Oktober 1813 und am 1. Februar 1814. - 1814: Colonel Honoré Gélibert - 1814: Colonel Jean-François-Antoine-Michel Faullain, verwundet am 16. Juni 1815. - 1815: Colonel Alphonse Henri d’Hautpoul - 1836: Colonel Claude-Nicolas Vaudrey - 1869: Colonel Martinez - 1870: Colonel Vincedon - 1875: Colonel Chazotte - 1877: Colonel Rivière de La Mure - 1885: Colonel Gossart - 1886: Colonel Bertrand - 1889: Colonel Farrel - 1891: Colonel Chevalier - 1891: Colonel Richard - 1892: Colonel Girardel - 1894: Colonel Gauchotte - 1900: Colonel Chevalme - 1906: Colonel Delarue - 1908: Colonel Bleger | - 1909: Colonel Maistre - 1911: Colonel Marjoulet - 1911: Colonel de Manureville - 1911: Colonel Brulard - 1912: Colonel Lacotte - 1914: Lieutenant-colonel, dann Colonel Defontaine - 1916: Lieutenant-colonel, dann Colonel (à conf.) Delon - 1917: Lieutenant-colonel, dann Colonel Tissier - 1918: Lieutenant-Colonel Pouech - 1918: Lieutenant-Colonel, dann Colonel Lachèvre - 1919: Lieutenant-colonel, dann Colonel Dicharry - 1919: Colonel Chofardet - 1920: Colonel Échard - 1922: Colonel Caput - 1928: Colonel Challe - 1930: Colonel Gillard - 1932: Colonel Zuber - 1934: Colonel Barthélemy - 1936: Colonel Corbé - 1939: Colonel Tranchant - 1945: Colonel Audry |

### Fahnen der königlichen Armee
Das Regiment führte eine Leibfahne und je Bataillon eine Ordonnanzfahne. Mit der Reorganisation vom 1. Januar 1791 wurden neue Fahnen ausgegeben, nach der Absetzung von König Louis XVI wurden die königlichen Lilien aus diesen Fahnen entfernt. Die bisherigen Leibfahnen waren 1791 entfallen, da es keine Regimentsinhaber mehr gab.

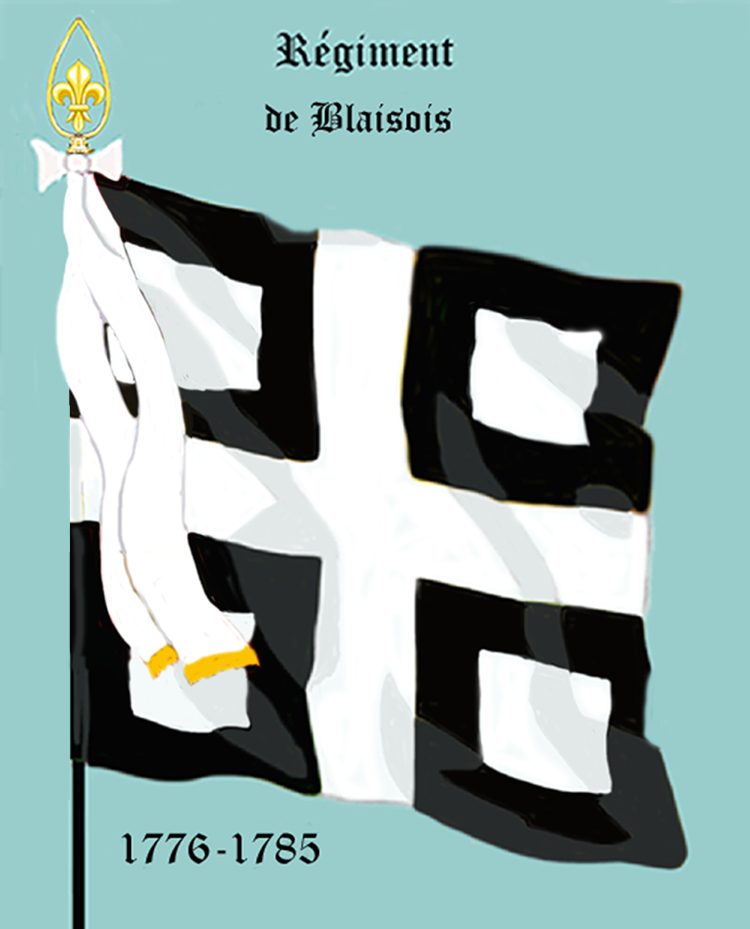
Régiment de Blaisois 1776 bis 1785
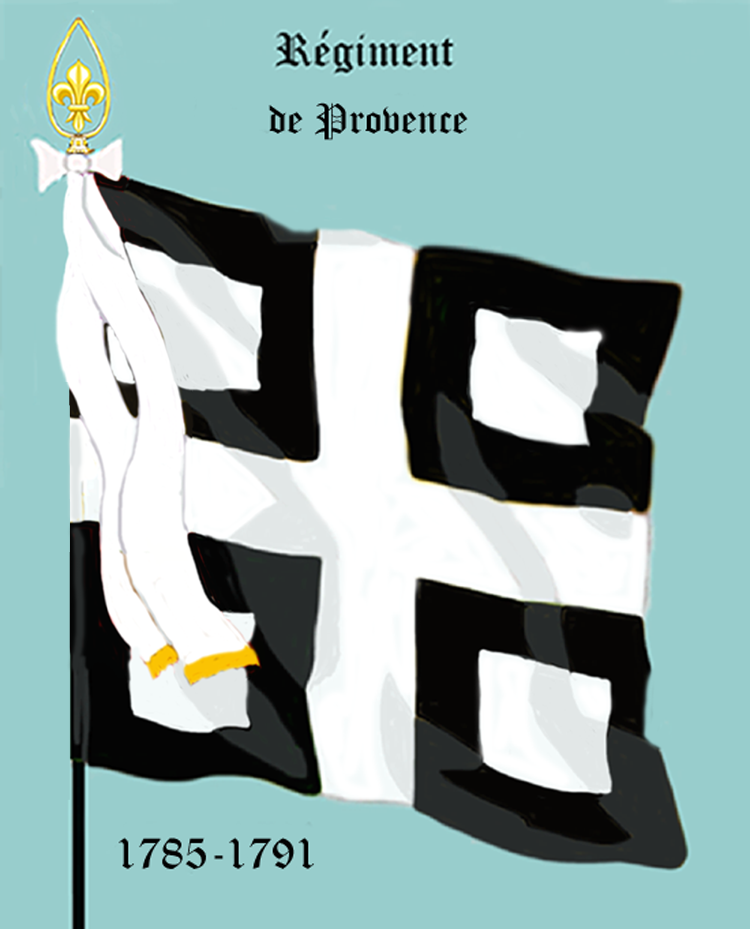
Régiment de Provence 1785 bis 1791
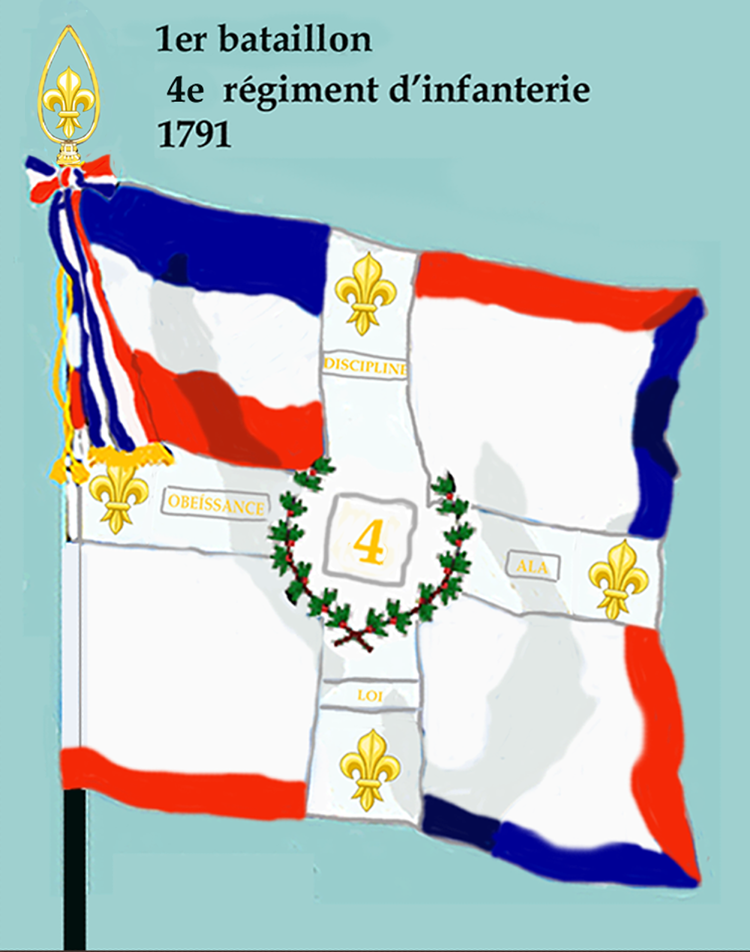
1. Bataillon des 4e régiment d’infanterie bis 1793
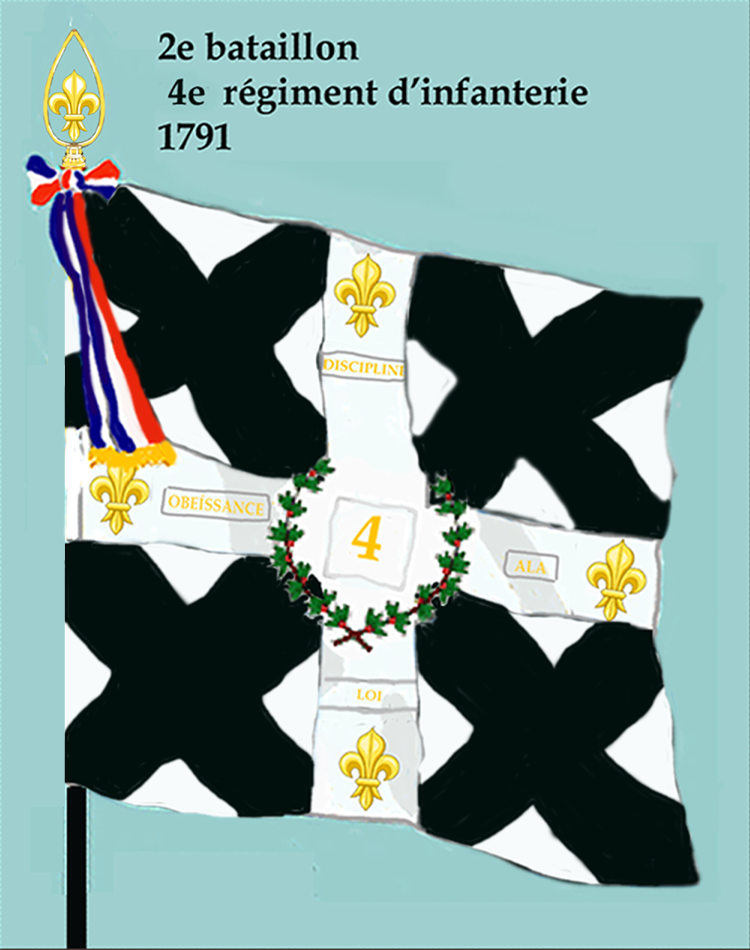
2. Bataillon des 4e régiment d’infanterie bis 1793

### Uniformierung

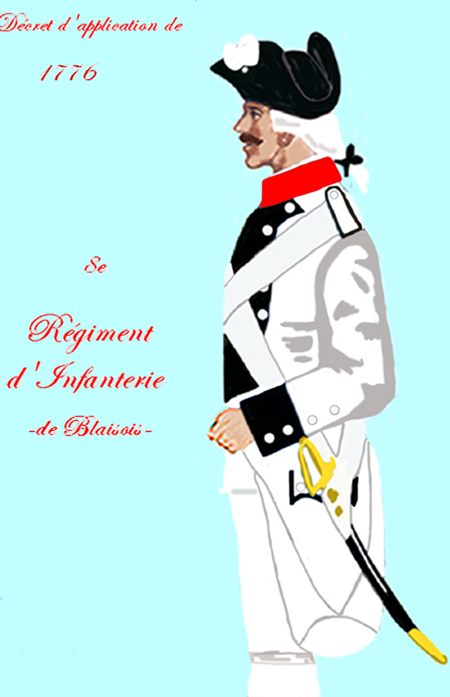
Régiment de Blaisois 1776 bis 1779
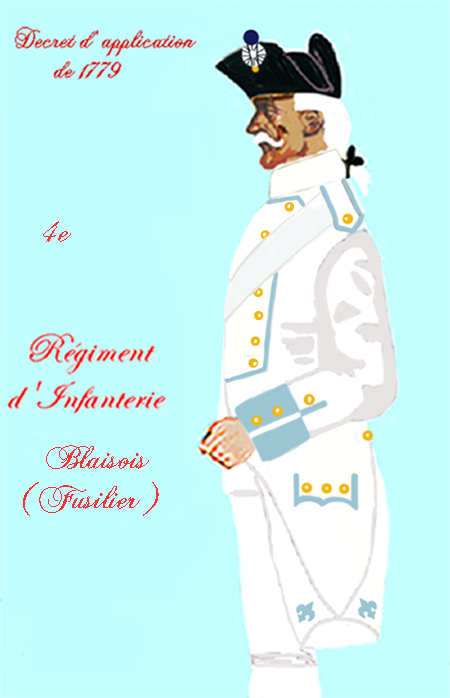
1779 bis 1786
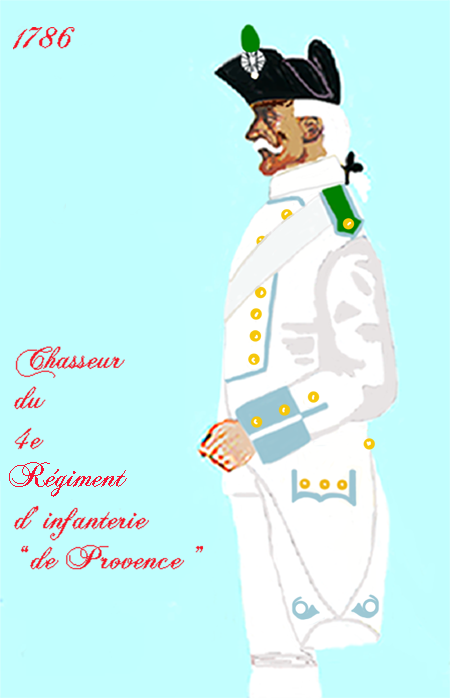
Régiment de Provence 1786 bis 1791
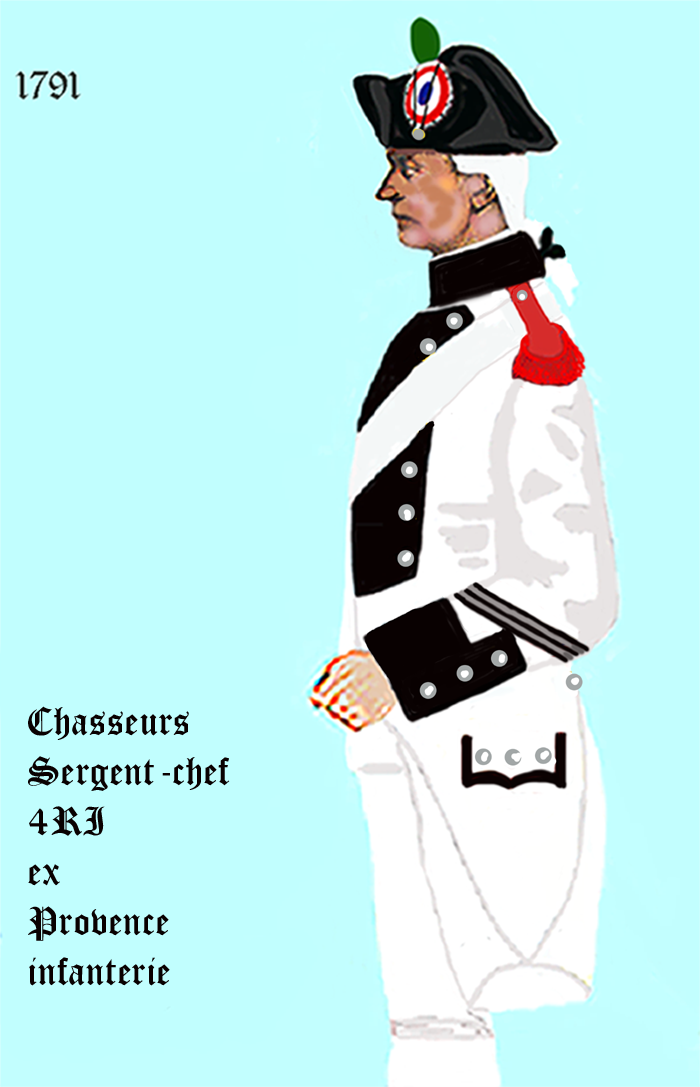
4e régiment d’infanterie de ligne 1791 bis 1794

## Gefechtskalender
- 1776: Ende Juni wurde das Regiment nach Korsika verlegt, wo es für die nächsten drei Jahre verbleiben sollte.
- 1779: Rückkehr auf das Festland, wo es am 25. Juli in Toulon ausgeschifft wurde. Das Regiment bezog dann zunächst Garnison in Nîmes, verlegte aber bereits im Oktober 1780 nach Perpignan.
- 1781: Verlegung in das Festungswerk Château-Trompette in Bordeaux, wo es, mit Befehl vom 12. Mai, in Régiment de Provence umbenannt wurde (es übernahm diesen Namen von dem nunmehrigen Régiment de Picardie).

„Provence“ verlegte im Dezember 1783 nach Béthune und Ende 1786 nach Saint-Omer. Im Juni 1789 war es eine der Einheiten, die zum Schutz des königlichen Hofes aufgerufen wurden. Es lag dann im Kanton Neuilly in Garnison und wurde nach dem 14. Juli unter dem Kommando von Lieutenant-général de Falkenheim in das Camp de Saint-Denis kommandiert. Danach kehrte das Regiment nach Saint-Omer zurück, um am 6. Mai 1791 nach seiner neuen Garnison Brest zu marschieren.
- 1791: Ende Oktober wurde das 2. Bataillon unter dem Kommando von Général Rochambeau nach Santo Domingo eingeschifft. Im Februar 1792 traf es in Cap Français ein. Es sollte niemals nach Frankreich zurückkehren, während der lang anhaltenden Kämpfe wurde es nach und nach aufgerieben.

Das 1. Bataillon und das Depot des 2. Bataillons verblieben in Brest und in Saint-Pol de Léon. Sie verblieben hier in den westlichen Provinzen während der blutigen Kämpfe in der Vendée, wo sie auch ihre ersten Verluste erlitten. Das 1. Bataillon hatte Befehl, auf dem linken Ufer der Loire bei Nantes zu operieren. Diese unüberlegte Anordnung verursachte den Verlust einer Abteilung von 300 Mann, die bei Saint-Colomban zerschlagen wurde. Die Überlebenden waren gezwungen, sich mit einer Kanone und einer Fahne zu ergeben.
Für die vorgesehene Bildung der 7. und 8. Demi-brigade im Zuge der Premier amalgame standen somit keine Soldaten mehr zur Verfügung, die beiden Halbbrigaden existierten nur auf dem Papier.
- 1796: Die Überreste des 1. Bataillons und des Depots des 2. Bataillons wurden in die 52. demi-brigade d’infanterie der zweiten Heeresreform eingegliedert.

### Kriege der Revolution und des Ersten Kaiserreichs

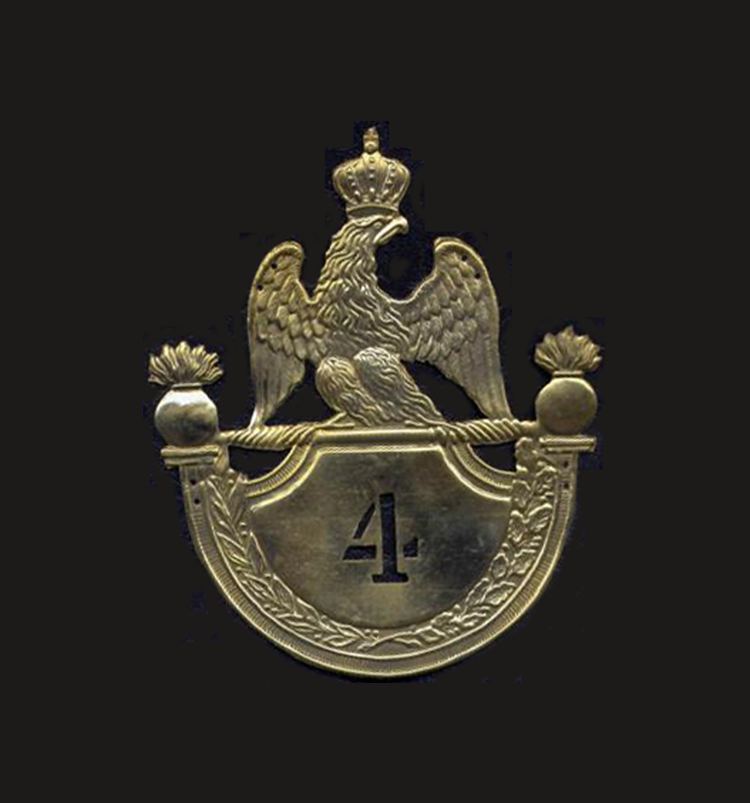
Tschakoemblem M 1812 des Regiments

- 1791: Haitianische Revolution

Abstellung des 2. Bataillons zur Expedition nach Santo Domingo
- 1793: 1. Bataillon – Aufstand der Vendée
- 1805:

Schlacht bei Ulm, Schlacht bei Austerlitz
- 1806: Feldzug in Preußen und Polen

Schlacht bei Jena
- 1807:

Schlacht bei Eylau, Schlacht bei Heilsberg, Belagerung von Königsberg
- 1809:

Schlacht bei Eckmühl, Schlacht bei Aspern, Schlacht bei Wagram
- 1812:

Schlacht um Smolensk, Schlacht bei Walutino, Schlacht bei Borodino, Schlacht bei Krasnoje
- 1813: Feldzug in Deutschland

Schlacht bei Dresden, Völkerschlacht bei Leipzig, Schlacht bei Hanau
- 1814: Feldzug in Frankreich

Schlacht bei Brienne, Schlacht bei La Rothière, Schlacht bei Montereau, Gefecht bei Troyes
- 1815:

Schlacht bei Ligny
In der Zeit zwischen 1791 und 1815 sind vom Regiment an Offizieren gefallen oder verwundet worden:
- gefallen: 44
- an ihren Verwundungen verstorben: 24
- verwundet: 240

### 1815 bis 1848
- 1830: Mit Befehl vom 18. September wurde ein viertes Bataillon aufgestellt. Die Mannstärke des Regiments wurde dadurch auf 3000 erhöht.[3]
- 1832: Abmarsch nach Algerien.

12. Oktober: Das 2. Bataillon war der Abteilung des Lieutenant-colonel Lemercier unterstellt und nahm am Angriff auf das Marabout von Gouraya in Béjaïa teil.
- 1834: 19. bis 22. Mai: Expedition gegen Hadjout in der Provinz Algier. Danach kehrte das Regiment nach Frankreich zurück.
- 1836: 30. Oktober: Die Einheit war in die Kämpfe aus Anlass des Staatsstreichs vom 2. Dezember 1851 durch Louis-Napoléon Bonaparte verwickelt.
- 1848: Am 24., 25. und 26. Juni stand die Einheit in Paris im Kampf gegen die Insurgenten des Pariser Juniaufstands.

### Zweites Kaiserreich
Per Dekret vom 2. Mai 1859 musste das Regiment eine Kompanie zur Errichtung des 101e régiment d’infanterie de ligne abgeben.
- 18. Juni 1869: Einsatz einer Abteilung unter dem Kommando von Capitaine Gausserand gegen die streikenden Bergarbeiter von La Ricamarie. Die Truppe schoss auf die gegen die Verhaftung der streikenden Bergarbeiter protestierende Menschenmenge. Dabei kamen 13 Zivilisten ums Leben.

### 1870 bis 1914
- Deutsch-Französischer Krieg

Der (spätere) Maréchal Ferdinand Foch diente während des Kriegs im Regiment.

### Erster Weltkrieg
Bei Kriegsausbruch lag das Regiment in Auxerre und Troyes in Garnison. Es gehörte während des ganzen Krieges zur 9. Infanteriedivision.
- 1914

3. bis 23. August: Bahntransport von Auxerre und Troyes in die Region von Verdun und Marsch zur Front (75 Kilometer). Am 23. August hatte das Regiment schwere Verluste bei Signeulx Aarlon und Virton
5. bis 13. September: Erste Marneschlacht
Wettlauf zum Meer
Angriffskämpfe in den Argonnen (Cote 263)
- 1915

Angriffskämpfe in den Argonnen: Vauquois
Stellungskämpfe in den Argonnen: Haute-Chevauchée
- 1916

Januar bis September Stellungskämpfe in den Argonnen (Cote 285)
Oktober bis Dezember Schlacht um Verdun: Haudromont, Fausse côte, Vaux
- 1917

Kämpfe bei Berry-au-Bac: Bois des Boches, Juvincourt
- 1918

Schlacht an der Oise: Angriffskämpfe bei Noyon
Zweite Marneschlacht: Kämpfe nördlich von Épernay: im Wald von Saint-Marc, bei Romery, le Paradis, Nanteuil (18. bis 26. Juli)
Verfolgungskämpfe an der Aisne: bei Montigny, Berry-au-Bac und Recouvrance

### Zweiter Weltkrieg
Von September 1939 bis Mai 1940 nahm die Einheit an den folgenden Aktivitäten teil:
- 23. August bis 4. September: Alarmbereitschaft in der Region Gray
- 5. September: Bahntransport nach Sarrebourg
- 9. bis 12. September: Vormarsch auf die Maginot-Linie im Bereich von Ohrenthal
- 13. September bis 3. Oktober: Besetzung des südlichen Sektors von Rohrbach-lès-Bitche
- 4. Oktober: Neugruppierung in der Region Baerenthal
- 10. Oktober: Bahntransport nach Sarrebourg-Cirey
- 23. Oktober bis 10. Mai: Bahntransport und Marschbewegungen nach Chauny, Ham (Belgien), Guiscard, Coucy (Ausbildung)

Während der Schlacht in Frankreich war das Regiment der 15. motorisierten Infanteriedivision unterstellt. Diese gehörte zur 1. Armee.
Am 10. Mai 1940 verlegte das Regiment nach Sissonne und marschierte nach dem Ausbruch der Kämpfe im Verband seiner Division nach Belgien in die Gegend von Plan Dyle (bei Breda). Hier nahm die Division ab dem 12. Mai Positionen östlich der Ortschaften Ernage und Gembloux ein. Das 27e régiment d’infanterie traf erst am 13. Mai ein und besetzte mit den anderen beiden Infanterieregimentern der Division, dem 134e régiment d’infanterie und dem 4e régiment d’infanterie, den Sektor Gembloux-Beuzet. Am 15. Mai wurden das 27e RI südlich von Gembloux und das 4e RI bei Beuzet von deutschen Panzerverbänden angegriffen. Die Angriffe waren so schwerwiegend, dass am Abend der Rückzugsbefehl in Richtung Wavre/Charleroi gegeben wurde. Am 16. Mai griffen die deutschen Panzer erneut an, sodass auch die nunmehrige Linie Brye/Saint-Amand/Fleurus aufgegeben werden musste. Dieser Rückzug erfolgte in guter Ordnung und wurde durch das 134e RI gedeckt. Das Regiment unter dem Kommando von Colonel Tranchant (der am 28. Mai 1940 in Kriegsgefangenschaft geriet) kämpfte vom 25. bis 30. Mai 1940 im Kessel von Lille. Nach der Schlacht an der Dyle und dem Rückzug der Belgier kämpfte es dann noch an der Schelde, so in den Vorstädten von Valenciennes und in der Umgebung von Trith-Saint-Léger.
Mit der Einstellung der Kampfhandlungen nach dem Waffenstillstand von Compiègne (1940) löste sich die Einheit auf.

## Regimentsfahnen seit Napoleonischer Zeit
Auf der Rückseite der Regimentsfahne sind (seit Napoleonischer Zeit) in goldenen Lettern die Feldzüge und Schlachten aufgeführt, an denen das Regiment ruhmvoll teilgenommen hat.

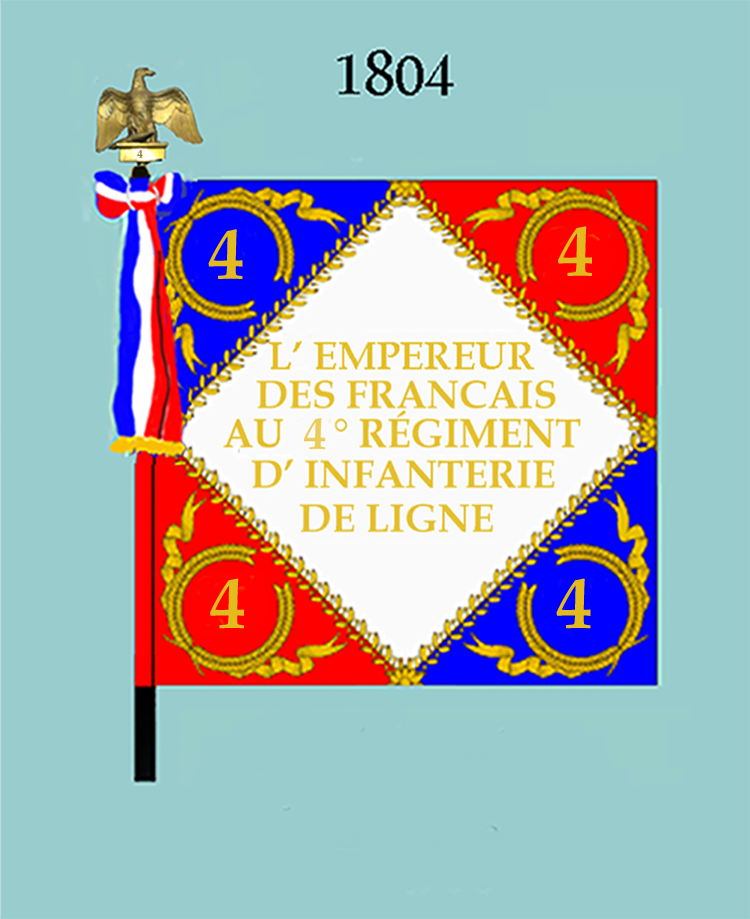
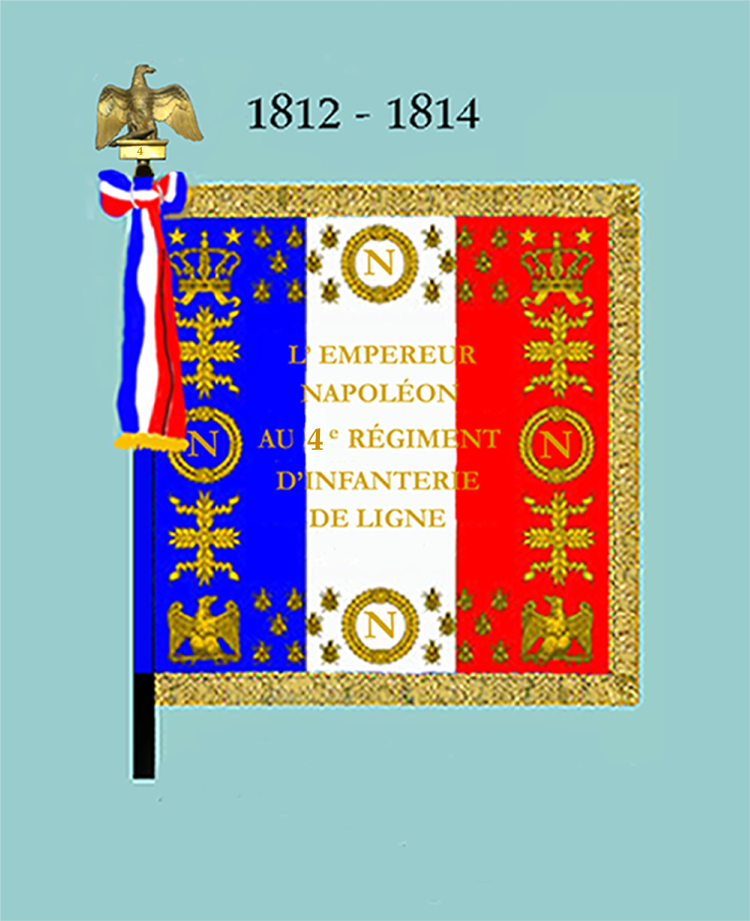
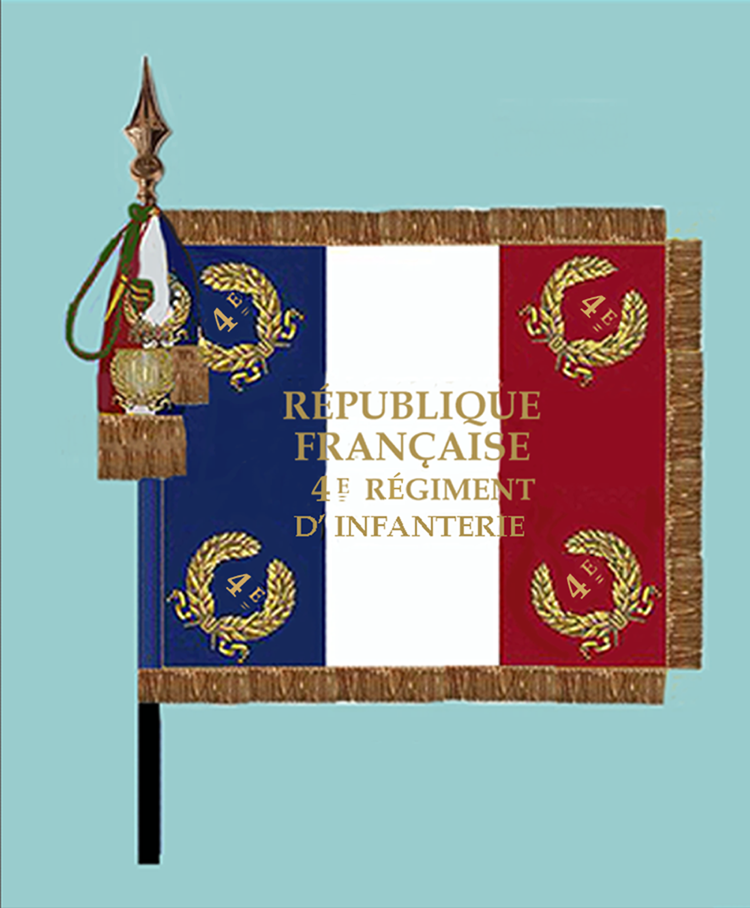
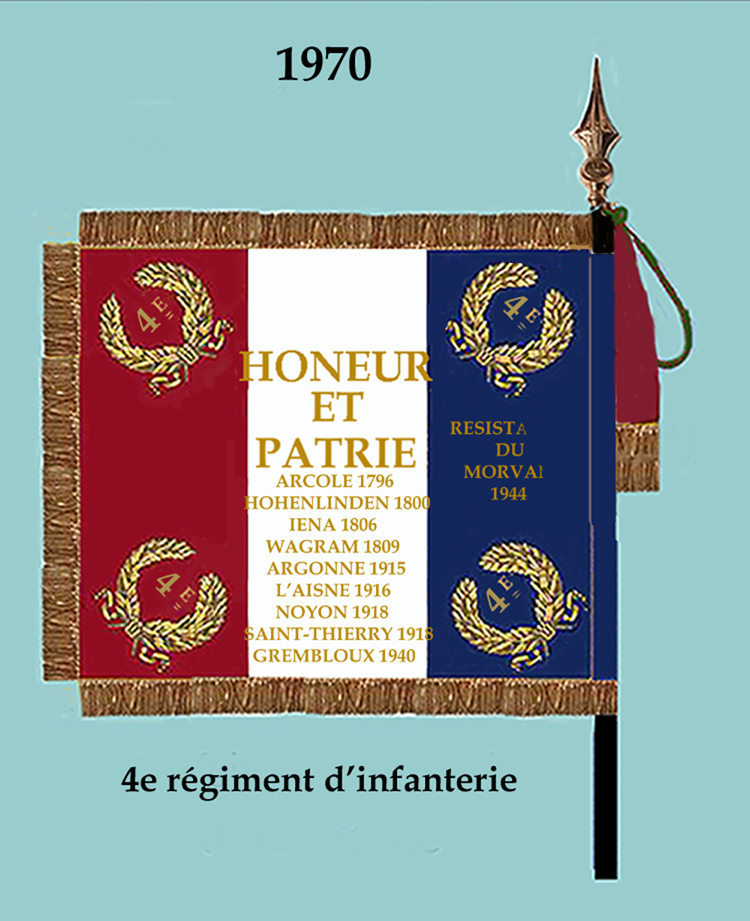

## Auszeichnungen

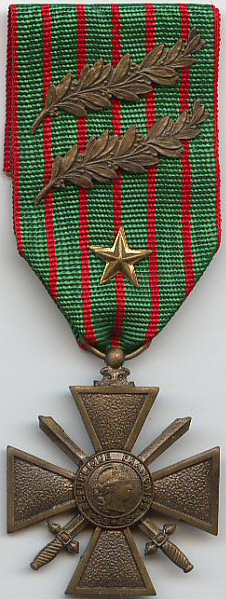
Croix de guerre

Das Fahnenband ist mit dem Croix de guerre mit zwei Palmenzweigen für zwei lobende Erwähnungen im Armeebefehl und einem vergoldeten Stern für eine lobende Erwähnung im Korpsbefehl ausgezeichnet.
Bei einer Wiedererrichtung haben die Angehörigen des Regiments das Recht, die Fourragère in den Farben des Croix de guerre zu tragen.

## Persönlichkeiten, die im Regiment gedient haben
- Paul Maistre (1858–1922), Général de division (als Regimentskommandant)
- Ferdinand Foch (1851–1929), Maréchal de France, trat am 21. Januar 1871 in die 24. Kompanie ein.
- Jean de Lattre de Tassigny (als Chef de bataillon, 1889–1952)